# Pilvax

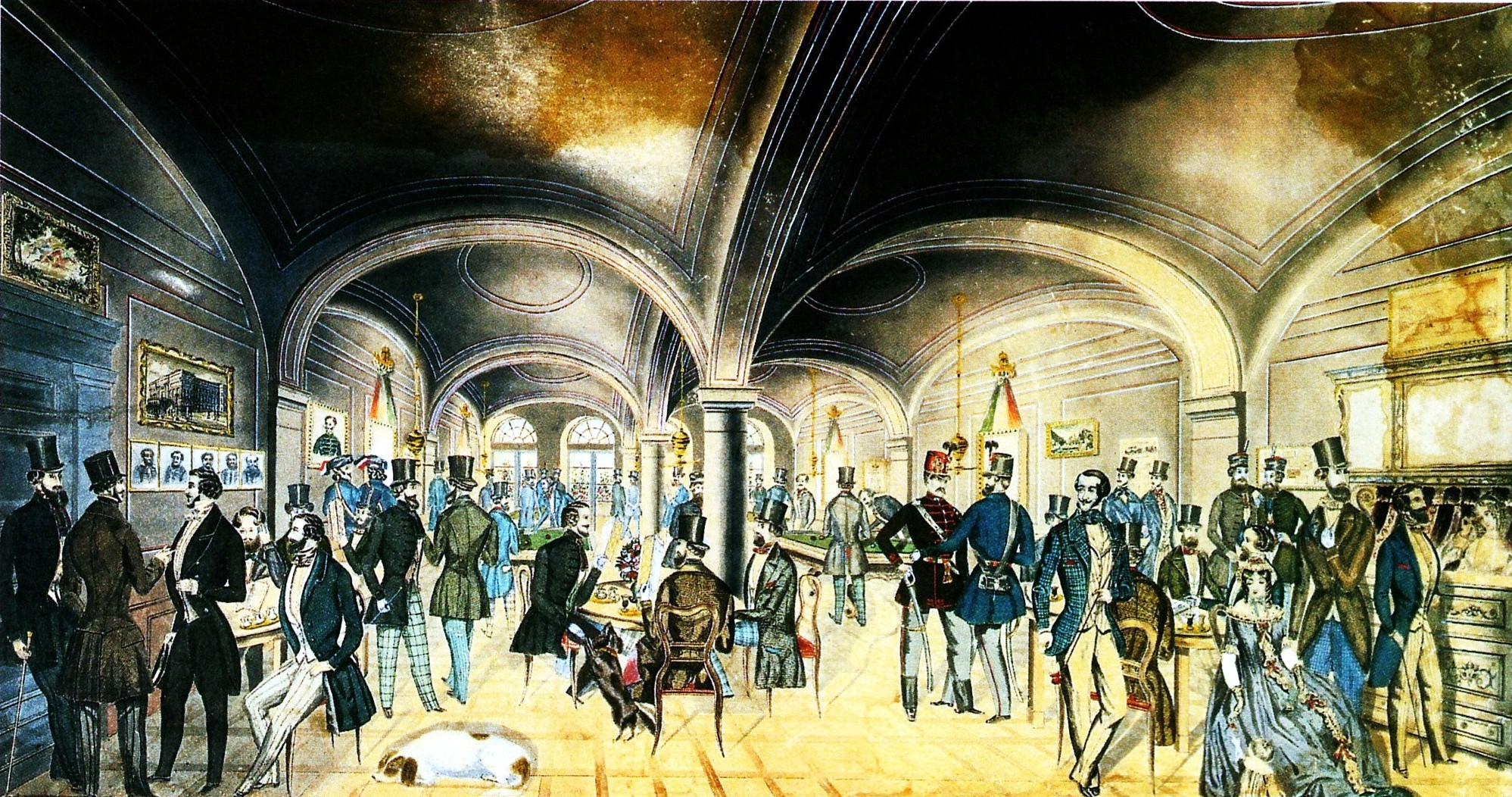
A Pilvax kávéház belső tere a reformkorban, Preiszler József színezett tollrajza

A Pilvax kávéház és étterem egy történelmi nevezetességű vendéglátóhely Budapest V. kerületében a Belvárosban, a mai Pilvax köz 1–3. számú épület helyén.
Magyar Elek gasztronómiai szakíró szerint a „Pilvax, benne a »Közvélemény« kerek márványasztala pattantja lángra a hamu alatt izzó szikrát, hozza világra március tizenötödikét.” Itt kezdődtek el 1848. március 15-én a reggeli órákban a forradalmi események, a márciusi ifjak vezetésével, akiknek a politikai célja elsősorban egy felelős magyar kormány és népképviseleti parlament felállítása volt. Itt fogalmazták meg a 12 pontot is magában foglaló „Mit kíván a magyar nemzet. Legyen béke, szabadság és egyetértés..." kezdetű kiáltványt.
A kávéház a nevét Pilwax Károly (anyakönyve szerint Karl Pillvax) kávésmesterről kapta, aki 1842. augusztus 18-án vette át a Privorszky kávéházat az előző tulajdonosától és felesége, Giergl Teréz kívánságára a „Cafe Renessaince” helyett Pilvaxnak nevezte át az üzletet. Petőfi Sándor 1844-ben törzshelyéül választotta a gázlámpákkal világított, kényelmes Pilvaxot. 1846-tól a kávéházat Fillinger János bérelte, aki 1848. március 15-én a forradalom kitörésének reggelén ellátta Petőfiéket a reggeli feketekávéval.
1891-ben Schowanetz Antal a kávéház főpincére lett a hely új tulajdonosa, amely újra Pilvax néven működött és igazi emlékhellyé vált. 1913-ban bontották le a teljes Libasinsky házat az emlékhellyel együtt. A Magyarország című lap 1922. május 13-án így írt az akkorra már lebontott épület helyéről: „A Pesti Históriákból pontosan értesülhetünk a Libasinsky-házról, erről a hosszú, mély épületről, amely az Uri-, és Gránátos-, ma Koronaherceg- és Városház-utcák között terült el. A szerteágazó Libasinsky-familia volt a tulajdonosa.” A lapban cikkek jelentek meg az elveszett Petőfi-emléktábláról, a több méter hosszú és közel egy méter széles, az eredeti épület kávéházának homlokzatával arányos méretű, fekete márványtábláról. Köllő Miklós szobrász műhelyében vésték rá az emléktábla szövegét, amely a régi Pilvax-kávéház ajtaja fölött lett elhelyezve. 
A történelmi nevezetességű eredeti Pilvax kávéház mára már eltűnt, a mai Petőfi Sándor (Koronaherceg) utca 7. szám alatti épületet 1911-ben lebontásra ítélték. Az 1911. november 7-én bezárt kávéház két évig még ott állt bedeszkázott ablakokkal és ajtóval, majd végül 1913 végén bontották le az egész épülettömböt. Helyét ma egy 1969-ben elhelyezett emléktábla jelzi, hogy ott állt az 1848-as szabadságharc alatt a „Forradalmi Csarnok”, „Szabadság Csarnoka”, „Népharag Háza”, „Lázadás Iskolája” néven is emlegetett találkozóhely. Később, néhány méterre ettől a helytől egy másik épületben üzemelt egy „Pilvax” nevű kávéház a Városháza utca 10. számú épületben, a Városháza utca és a Pilvax köz sarkán.

## Története

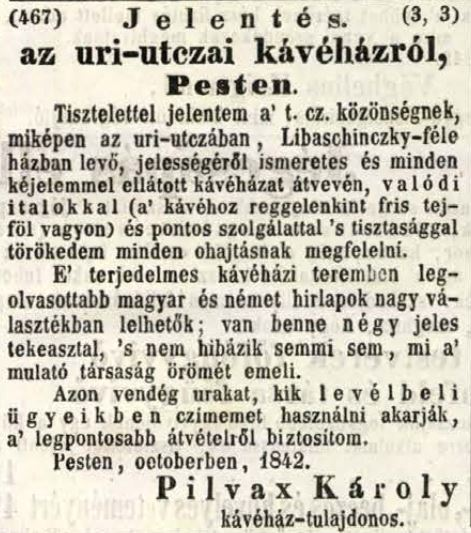
Pilvax Károly hirdetése a Pesti Hirlap 1842. október 27-i számában

A reformkorban bécsi, párizsi mintára sorra nyitottak a kávéházak Pesten és Budán is. A régi pesti Úri utcában (Urak utcája) építtetett házat az 1830-as években a nemesi származású lengyel Libasinszky Károly, aki kávé árusítására is jogot kapott. A földszintet Privorszky Ferencnek adta bérbe. A Pilvax elődjét Privorszky kávés hozta létre Café Renaissance néven a mai Petőfi Sándor utcában. Nevét későbbi tulajdonosáról, Pilvax (eredetileg Pillwax) Károlyról kapta, aki az 1840-es években működtette a kávéházat a pesti Belvárosban. A pesti diákok, értelmiségiek körében gyorsan népszerű lett a kávé, főként annak serkentő hatása. A Pilvax közönsége megszerette a deák-kenyeret is, ami egy édes, gyümölcsökkel és magvakkal dúsított püspökkenyérféle volt. A kávéház a reformkor vége felé a radikális értelmiség és különösen a fiatalok törzshelyévé vált. A különféle vendégeknek köszönhetően az információcsere legfontosabb helyévé váltak a kávéházak. 

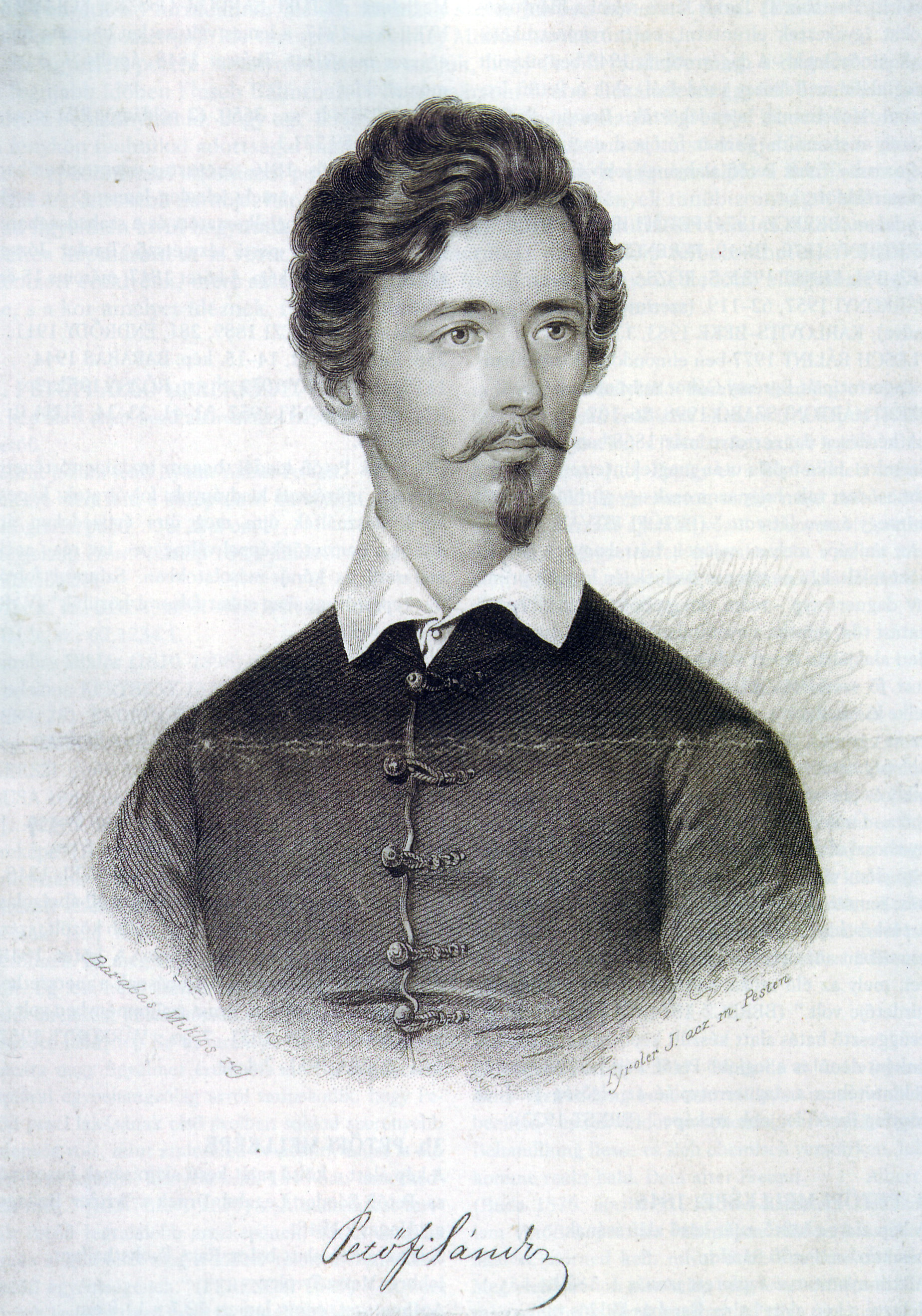
Petőfi Sándor a Pilvax törzsvendége, (1846)

Az Életképek 1847 októberében így tudósított: „Fiatalságunk kedvencz gyűlhelyévé vált uri-utczai kávéházat, az előtti bérlője Pilvax eltávoztával sz. Mihály nap óta Fillinger vette át. Míg egyfelől Fillingert, mint győri származású magyar hazánkfiát mindenkinek legőszintébben ajánlhatjuk; másfelől hiszszük, hogy saját személyére nézve sem maradand el a közönségnek eddigi bizalma s részvéte.” Itt alakult meg, és működött a Fiatal Magyarország és a Tízek Társasága nevű asztaltársaság, amelynek tagjai között volt Petőfi Sándor is. A fiatal költő 1844-től rendszeresen itt reggelizett, mert a kávé mellé ingyen járt a reggeli.
A Pilvaxban sokféle kávé volt. A legnépszerűbb a fűszeres mokka volt, ami tulajdonképpen egy jófajta kávélikőr volt, elsősorban ánizsmal, vaníliával és egyéb fűszerekkel ízesítve. Akkoriban a kávét nem eszpresszógéppel készítették, hanem egyszerűen vízforralóban főzték, mint egy levest. Kézzel kellett darálni a kávébabot, majd felforralni. Az előkészítés akár fél órát is igénybe vehetett. 
A kávéház helyiségeinek falait Laccataris Demeter görög származású osztrák portréfestő a magyar történelem alakjainak arcképeivel festette ki.
Megkérdezte a pincérektől, melyik asztalnál szokott ülni, mire azok odamutattak egy nagy kerek asztalra a szögletben, mely a »Közvélemény asztala« címen válik ismeretessé nemsokára ebben az országban.
Az asztal körül már többen ültek, ismeretlen ifjak, az úgynevezett »fiatal óriások«. Jókai félre ült s onnan leste az ajtó nyílását az Úri utca felől, míg végre csakugyan megjelent a Petőfi vézna alakja; bársonnyal bélelt Lendvay-köpenyeget viselt és a kezében fokost.

### 1848. március
A pesti kávéház radikális forradalmi közönsége, liberális és konzervatív demokraták egyetértettek abban, hogy egy új polgári állam magyar jellegét biztosítani kell. A francia forradalom eszméit ismerték a márciusi ifjak, de úgy gondolták, hogy a Liberté, egalité, fraternité már nem elég, mert a népek a maguk független nemzeti életét szeretnék élni. A nemzetbe a Magyar Királyság minden államalkotó etnikumát beleértették, de történelmi okoknál fogva a célok között az volt megfogalmazva, hogy annak vezető rétege és a közélet nyelve a magyar legyen.
A márciusi ifjak között volt – többek között – Jókai Mór író, Pálffy Albert lapszerkesztő, író, politikus, Vasvári Pál író, történész és Vajda János költő, Sükei Károly, Irinyi József, Degré Alajos, Gál Ernő, Pákh Albert, Lisznyay Kálmán, Bérczy Károly, Tompa Mihály, Kerényi Frigyes, Bulyovszky Gyula, Klauzál Gábor, Vahot Imre, Egressy Gábor, Füredi, Szentpétery – soha és sehol nem volt még kávéház, amelynek a vendégeiből olyan listát lehetne összeállítani, mint a Pilvax forradalmat csináló publikumából. Petőfi Sándor költő volt az új plebejus demokratikus, népies-nemzeti irodalomnak, a népi költészet és műköltészet ötvözetének egyik fő formálója, aki a Pilvax kávéházban összejáró radikális szellemű fiatal értelmiségi és írókör szervezője volt. Petőfi az öccsét Istvánt látogatta meg éppen Városlődon, a hírek hallatára sietett fel Pestre. 1848. március 14-én este Jókai Mór Petőfivel közös szállásán tartózkodott, amikor befutott az esti hajóval a hír, hogy Bécsben kitört a forradalom. Így írt március 15. reggeléről: „Másnap reggel négyen jöttünk össze, a kitűzött találkozó helyen: Petőfi, Vasvári, Bulyovszky és én; de többi társaink Degré, Bozzai, Vajda János, Sükey, Pálffy Albert, Emődy, Oroszhegyi, Dobsa a Pilvax-kávéházban vártak reánk, az úgynevezett „közvélemény asztalánál”.” Petőfi és társai itt beszélték meg a forradalom követeléseit és itt került sor a 12 pont megszövegezésére, amelyet az 1847-48-as utolsó rendi országgyűlésen a reformer politikusokat tömörítő Ellenzéki Kör is szorgalmazott. A hagyomány szerint, mellén háromszínű kokárdát viselve 1848. március 15-én Petőfi itt szavalta el a Nemzeti dalt.
Lelkesedéssel és a sors iránti bizalommal mentünk vissza a kávéházba, mely már tele volt ifjakkal. Jókai a proclamatiót olvasta fel, én Nemzeti dalomat szavaltam el; mind a kettő riadó tetszéssel fogadtatott.

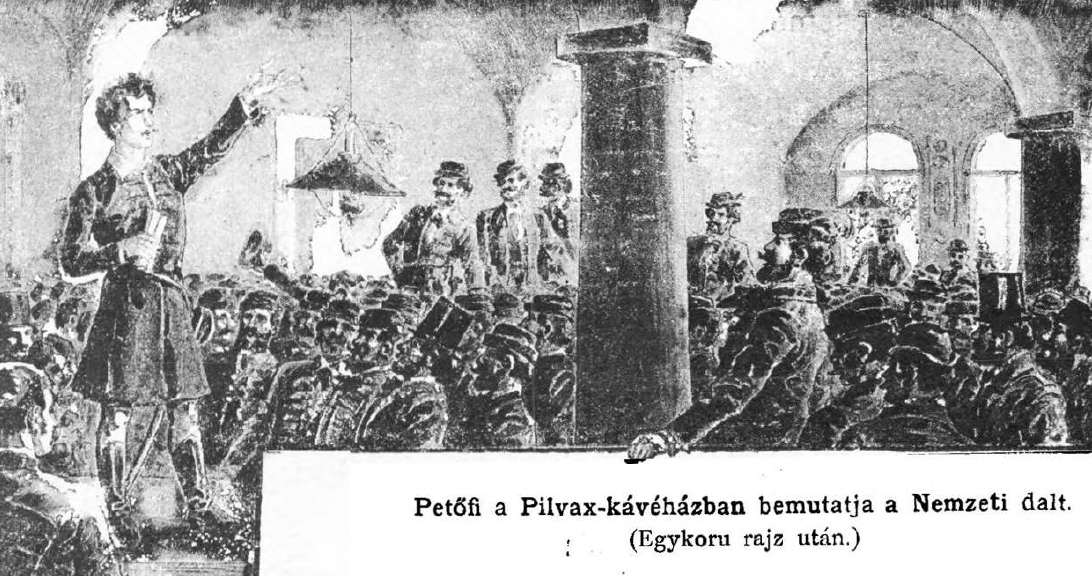
Petőfi elszavalja a Nemzeti dalt 1848. március 15-én, egykorú rajz

Ekkor a radikális értelmiségi csoport cselekedni kezdett. Innen a kávéházi asztalok mellől indultak ki ezen a napon a forradalmi események. A kávéházat 1848. március 15-e és 1848 augusztusa között Forradalmi- vagy Szabadság Csarnoknak is nevezték.
Váradi Antal Petőfi barátai című írásában Jókai így emlékezett a forradalmi márciusi reggel eseményére: „Siettünk a Pilvax-kávéházba, hol irótársaink szoktak összegyűlve lenni. Engem feltoltak az asztalra, hogy olvassam fel: „Mit kiván a magyar nemzet?“ Valami villanyos melegség állta el akkor minden tagomat: érzém, végzetes szó az, amihez kezdek; de el voltam rá szánva, ha áldozatul esem is. Ki lett mondva. Utánam Petőfi olvasta fel halotthamvasztó költeményét: „Talpra magyar, hi a haza, itt az idő most, vagy soha!”. Már március 19-én megjelent az új, radikális sajtó legelső, és legtartósabbnak bizonyult lapja, „Márczius tizenötödike” címmel. A pestiek kézbe vehették és olvashatták az engedély nélkül és cenzúrázatlanul utcára került újságot.

### A szabadságharc után
A szabadságharc bukása után az akkori utcáról, „Café Herrengasse” névre keresztelték el a kávéházat; 1867 és 1895 között a Schőja Kávéház nevet viselte. A Vasárnapi Ujság 1900-ban egy emléktábla felavatásáról adott hírt, amelyen megjelent Jókai Mór is: „A kávéház tulajdonosa most Schovanetz János, ki a kávéházban már korábban elhelyezte Petőfi és Jókai arcz-képét. E hó 4-én pedig a kétemeletes ház falába, a kávéház utczai bejárója fölé illesztettek emléktáblát, melynek költségeit különféle asztaltársaságok gyűjtötték össze. Vasárnap délután szakadó esőben történt meg a leleplezés, melyen megjelent Jókai Mór is.”

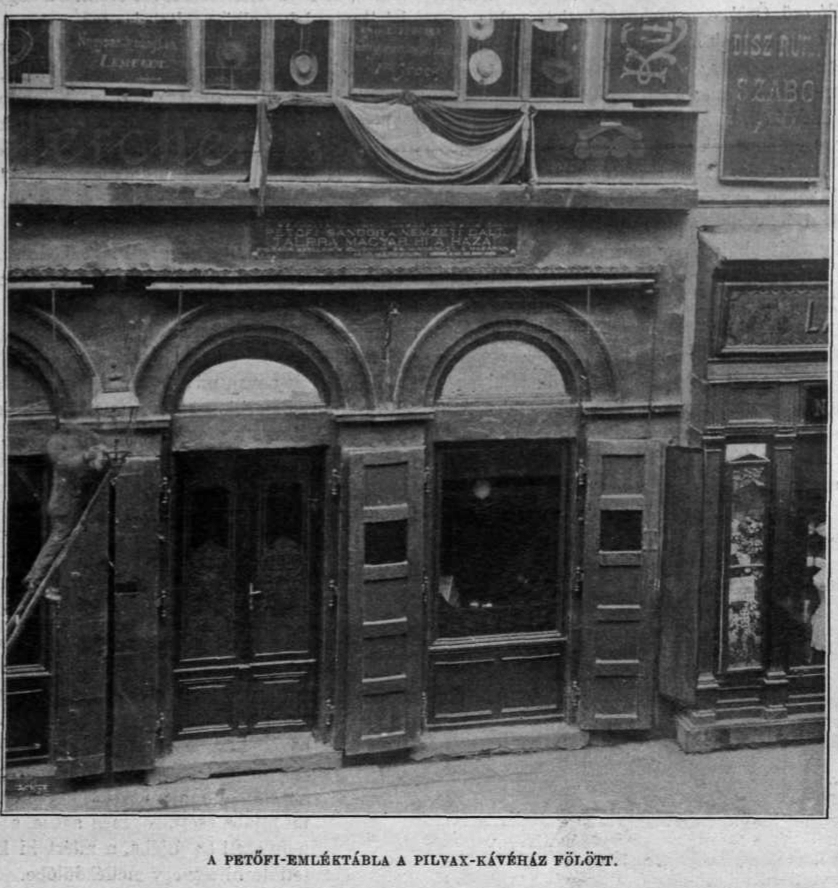
A Pilvax portálja 1900-ban, fölötte a bontáskor eltűnt Petőfi-emléktábla, a Vasárnapi Ujság illusztrációja, 1900. november 11. A

A Petőfi emléktábla szövege: »Ez a kávéház volt 1848-ban a Szabadságcsarnok. Itt gyűltek össze a szabadságért lelkesülő ifjak. Itt szavalta Petőfi Sándor legelőször a Nemzeti Dalt: Talpra magyar, hí a Haza!«.
1907-ben Schovanetz János a Petőfi Múzeum számára felajánlotta azt a két biliárddákót, mellyel Petőfi is játszott.
1911. november 7-én közölte a Budapesti Hírlap, hogy bezárták a márciusi ifjak nevezetes törzshelyét. „A mai nappal megszűnt a Pilvax-kávéház. A históriai nevezetességű kis helyiség ajtóit őrökre bezárták, mert a Koronaherceg-utcai házat, a melyben eddig volt, lebontják a többi mellette lévő házakkal együtt”
1922-ben a Magyarország című lap még nyomozott az Országos Történelmi Ereklyemúzeum feljegyzése alapján, az elveszett Petőfi-emléktábla után, amely a régi Libasinszky-ház bontása során tűnt el: „Megsemmisítették a Petőfi emléktáblát! Többizben beszámoltunk arról a kutatásról, amelyet a Magyarország Petőfi eltűnt Pilvax-emléktáblája után indított. A kutatás során kerestük a főváros irattárában az Országos Történelmi Ereklyemuzeum vezetőségének 1913. vagy 1911. évből származó átiratát, mellyel a Pilvax-emléktáblának megóvása ügyében fordult a főváros tanácsához. ”

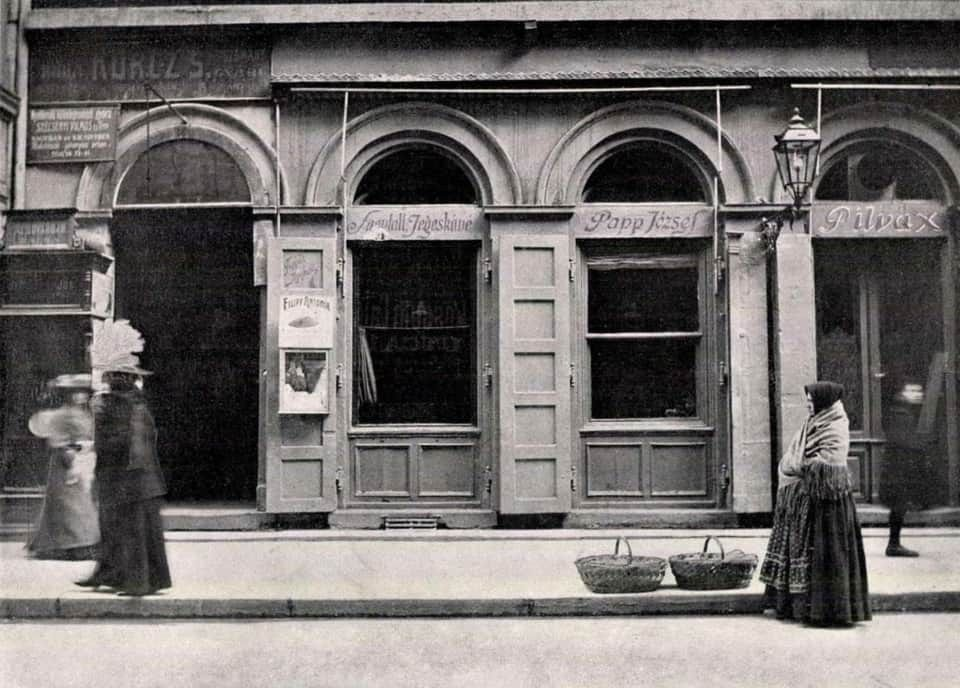
A Pilvax portálja az 1900-as évek elején

A nevezetes kávécsarnok megmaradt relikviáit a nemzeti kegyelet átmentette az 1920-as években a néhány házzal távolabb épült új kávéházba, amelyet Pilvax néven neveztek. A választékos ízléssel berendezett patinás étterem otthonos hangulatot árasztó falambériás helyiségébe két nagyméretű vitrint helyeztek el. Az egyikben a Budapesti Történeti Múzeum relikviáit, a másikban a Magyar Vendéglátóipari Múzeum mutatta be a Pilvax-család hagyatékából származó tárgyakat (Pilvax Károly órája, pecsétnyomója, nyakkendőtűje, tubákos szelencéje, pipája, egy kokárda és a Nemzeti dal nyomtatott példánya, amelyeket Petőfitől kapott, ezüst keresztelőérem, csészealj Pilvaxné arcképével, porcelánkanna és porcelán virágtartó, aranyozott játék teáskészlet, rejtett feliratú ólomtányér). 1927-tól itt volt a találkozási helye a Petőfi Társaságnak. Az 1960-as évek elején elegáns étterem és műsoros éjszakai szórakozóhellyé vált az új Pilvax. Az 1971-ben történt bővítés után néhány évig különleges vendéglátóipari egységként állt vendégei rendelkezésére.
Az utca neve többször változott a történelemben: 1874-től Koronaherceg utca, 1923-ban Petőfi Sándor lett az utca neve.
Kosztolányi Dezső írta: „Az első kávéházi törzsvendég Petőfi Sándor volt. Azóta a magyar irodalom a kávéiparral együtt fejlődik”.

## A Pilvax helye napjainkban
Jelenleg a Pilvax köz 1-3. számú épületben, az eredeti helyiségcsoport egy részében a City Hotel Pilvax szálloda üzemel. A szálloda halljában emléktábla található. A gastro.hu adatbázisa szerint a Pilvax-köz 1. címen működött egy libanoni arab kávéház, a Pappa Roti Cafe, ahol vízipipázni is lehetett. A Pilvax köz 3-ban ma is működik a Pilvax kávéház és étterem.